# Іванівське (селище)
Іванівське (до 2016 року — Лотикове) — селище в Україні, у Зимогір'ївській міській громаді Алчевського району Луганської області. Населення становить 3 274 особи. До 2020 року орган місцевого самоврядування — Лотиківська селищна рада.
Знаходиться на тимчасово окупованій території України.
Відповідно до Розпорядження Кабінету Міністрів України від 12 червня 2020 року № 717-р «Про визначення адміністративних центрів та затвердження територій територіальних громад Луганської області» увійшло до складу Зимогір'ївської міської громади.

## Історія

### Російсько— Українська війна
19 серпня 2022 року Голова Луганської обласної військово-цивільної адміністрації Сергій Гайдай повідомив про знищення ремонтної бази російських окупантів з великою кількістю техніки та особового складу у Лотиковому.

## Географія
Сусідні населені пункти: селищі Михайлівка на півдні, Юріївка на південному сході, Родакове на північному сході, місто Зимогір'я на півночі, селища Лозівський і Криворіжжя на північному заході, село Петрівка на заході, місто Алчевськ на південному заході.